# Góra Wapienna
Góra Wapienna este o arie protejată (sit de importanță comunitară — SCI) din Polonia întinsă pe o suprafață de 119,86 ha, integral pe uscat.

## Localizare
Centrul sitului Góra Wapienna este situat la coordonatele 50°57′15″N 15°42′05″E / 50.9542°N 15.7013°E.

## Înființare
Situl Góra Wapienna a fost declarat sit de importanță comunitară în octombrie 2009 pentru a proteja 1 specie de animale.

## Biodiversitate
Situată în ecoregiunea continentală, aria protejată conține 6 habitate naturale: Pajiști cu Molinia pe soluri calcaroase, turboase sau argilos-nămoloase (Molinion caeruleae), Fânețe de joasă altitudine (Alopecurus pratensis, Sanguisorba officinalis), Păduri de fag Luzulo-Fagetum, Păduri de stejar și carpen Galio-Carpinetum, Păduri pe pante, grohotișuri și ravene de Tilio-Acerion, Păduri aluvionare cu Alnus glutinosa și Fraxinus excelsior (Alno-Padion, Alnion incanae, Salicion albae).
La baza desemnării sitului se află o specie protejată de  nevertebrate: Phengaris nausithous.